# Josephine Achiro Fortelo
Josephine Achiro Fortelo ist eine südsudanesische Journalistin. Sie ist Leiterin des Bürgerradios Bakhita Radio in Juba.
Sie arbeitete erst im Sekretariat des Bischofs von Juba, danach als Grundschullehrerin. Eine Unterhaltung mit dem früheren Studioleiter von Bakhita Radio weckte ihr Interesse am Beruf des Journalisten.
Sie ist Geschäftsführerin des „ComNet South Sudan“ und Koordinatorin des binationalen Journalistennetzwerks „Cross-Border Network“.
2018 wurde sie zusammen mit Štefica Galić mit dem Johann-Philipp-Palm-Preis ausgezeichnet.